# Christiane Huth
Christiane Huth (12 de septiembre de 1980 en Suhl) es una remera alemana. Compitió en los Juegos Olímpicos de Pekín 2008, donde ganó una medalla de plata en doble scull.

## Biografía
Además de obtener la medalla de plata olímpica en 2008, Huth también ganó dos medallas de bronce en la especialidad del cuatro en los Campeonatos Mundiales de Remo en 2006 en Eton y en 2009 en Poznań.